# 볼프하르트 판넨베르크
볼프하르트 판넨베르크(Wolfhart Pannenberg, 1928년 10월 2일 ~ 2014년 9월 5일)은 독일의 개신교 공교회주의인 루터교회 신학자이다. 현대 기독론 연구의 새로운 접근으로 아래로부터 그리스도론을 체계화하였다. 대우재단의 초청으로 국내에도 방문하였다.

## 가족과 성장 배경
판넨베르크는 슈체친에서 세관원이던 아버지 밑에서 태어나 루터교회에서 유아세례를 받았으나, 아버지의 세관원 직업 특성상 잦은 이사로 인해 어린 시절 교회를 다니지는 않았다. 1942년에 베를린으로 왔고, 16살 되던 해인 1944년에 독일군에 징집되어 전쟁에 참여하였다. 1945년에는 영국군의 전쟁포로였다가 독일로 귀국해 학업을 계속하였다. 1944년에 나중에 "빛의 경험"이라고 부르게 되는 강렬한 종교적인 경험을 하게 된다. 이 경험을 이해하기 위하여 위대한 철학자와 종교 사상가들을 공부하였다. 제2차 세계대전 당시 고백교회 신자였던 고등학교 문학 선생님이 판넨베르크에게 기독교에 대해 연구하라고 권했다. 이를 계기로 "지적 회심"을 하게 된 판넨베르크는 기독교가 현재 최선의 종교적인 선택이라고 결론을 내린다. 이를 계기로 그는 개신교 신학자가 된다.

## 학업과 활동
판넨베르크는 베를린, 괴팅겐, 바젤, 하이델베르크 대학에서 공부하였다. 바젤 대학교에서 칼 바르트의 제자로 신학을 연구했다. 하이델베르크 대학교에서 에드문트 슐링크 교수 지도로 둔스 스코투스의 예정론에 대한 논문을 작성하여 박사학위를 받았다. 박사학위를 받은 다음해 1956년 하이델베르크의 루터교 교회인 성베드로 교회에 목사로 파송받아 사역하였다. 
판넨베르크는 1958년부터 부페르탈 신학대학원에서 조직신학 교수로 근무하였고, 1961년부터는 마인츠대학교에서 개신교 신학부 교수로 재직하였다. 1967년부터 은퇴하는 1994년까지 뮌헨 대학교에서 개신교 신학부 조직신학교수로 활동하였다. 뮌헨대학교 재직시에 개신교와 천주교 신학의 교류를 위해 기초신학과 교회일치 연구소를 설립하여 연구하였다. 특히 개신교회인 루터교와 천주교 사이의 신학적 교류에 공헌하였다. 판넨베르크는 1975년부터 1990년까지 세계교회협의회의 신앙과 직제 위원회에 독일 개신교회 대표로 참여하였다.   

## 신학적 활동

### 신학적 교류
판넨베르크의 신학적 경력의 가장 중심이 되는 것은 신학을 학문으로 볼 수 있다는 옹호이며, 이는 철학, 역사, 자연과학과 교류할 수 있다고 본다.
그의 대표작은 "예수: 신이자 인간"일 것이다. 거기에서 그는 그리스도론을 "아래에서부터 위로" 구축한다. 나사렛 예수의 생애에서부터 교의를 도출하는 것이다. 그는 전통적인 칼케돈 공의회의 두 본성론 즉, 예수 그리스도는 완전한 하느님이자 참된 인간인데, 그분의 인성과 신성의 일치 문제에 관하여 그리스도를 부활의 맥락에서 본다. 그는 부활을 그리스도의 자기정체성을 이해하는 가장 중요한 요소로 꼽는다.
그는 개신교와 천주교 신학뿐만 아니라 비 기독교 사상가들이 널리 토론하는 그리스도의 부활을 그 중심에 계시의 한 형태로서 역사에 대한 그의 개념을 포함하여 현대 신학에 많은 공헌을 했다.

### 신학적 성과
판넨베르크의 신학은 카를 바르트의 영향을 많이 받았고 또한 바르트를 넘어선 신학자이다. 바르트가 제시한 신론 체계 안에서 신학을 세워나갔다. 그러나 판넨베르크는 공교회의 전통을 따르는 완전한 포괄성과 보편성을 추구하였다. 바르트가 주장한 그리스도의 유기도 부정하였다. 그는 하나님의 아들의 보편성도 주장하였다.

## 저서
- 1968. Jesus: God and Man. Philadelphia: Westminster Press.
- 1969. Basic Questions in Theology. Westminster Press
- 1969. Theology and the Kingdom of God. Westminster Press.
- 1970. What Is Man? Philadelphia: Fortress Press.
- 1972. The Apostles' Creed in Light of Today's Questions. Westminster Press.
- 1977. Faith and Reality. Westminster Press.
- 1988-1994. Systematic Theology. T & T Clark

### 한국어 번역
- 일부 저작은 판넨베르크 연구자 정용섭 박사에 의해 《믿음의 기쁨》(독일어: Freude des Glaubens), 《사도신경 해설》 등으로 번역되어 소개되었다.
- 일부 설교는 대구성서아카데미 홈페이지에서 볼 수 있다.
- 판넨베르크 조직신학. 1, 2, 3.(양장본) 새물결플러스

## 어록
아래 글은 개신교 신학자인 정용섭 목사가 대구성서아카데미 홈페이지에 연재하는 판넨베르크 신학묵상글을 발췌한 글이다.
과거 권위주의 시대의 흔적을 제거하는 것은 교회생활에서 자주 고통스러운 결과를 가져올 것이다. 그러나 이것은 성인이 되기 위해서 지불해야만 할 대가이다. 그런 고통을 통한 변혁은 크게 환영을 받을 것이다. 우리는 교회에서 일어나는 여러 가지 신앙생활의 영역에서 그런 결과들을 볼 것이다. 설교, 교육, 교리에 대한 태도에서, 그리고 선교활동과 교회질서에서, 그리스도인들의 에큐메니컬 운동에서, 그리고 타종교와의 관계에서 그런 결과들을 볼 것이다.— 판넨베르크, 신학과 하나님의 나라, 135 쪽

현대 그리스도인들은 기독교의 기원과 역사에 관해서 흥미를 보이고 있다. 전문적인 신학자는 그가 속한 공동체의 교사가 되어서 이 흥미를 유발시켜야 한다. 그는 그리스도인들로 하여금 가능한 한 기독교 신앙의 어려운 문제들에 관해 독자적이고 성숙한 차원에서 판단을 내릴 수 있도록 도와야 한다. 모든 판단은 목사나 신학자의 도움 없이도 내려진다. 그러나 직업적인 신학자의 일은 공동체가 가능한 한 합리적이고 성숙한 방법으로 판단하도록 도와주는 것이다. 신학자가 한 교구 목사인 경우에 그는 이 책임을 수락함으로써 자기가 자기의 학문적 연구를 이용할 수 있는 보다 좋은 위치에 있음을 발견할 것이다. 오늘의 현실에서 보면 목사인 신학자들은 자기들의 전문교육과는 아무 상관이 없는 여러 가지 활동에 그들의 지적 기능을 낭비하고 있는 경우가 흔하다. 공동체의 성원들이 기독교 신앙의 본질적인 점들과 현대에서 논의되고 있는 주요 문제들에 대한 지식을 가지면 가질수록 더욱 더 그들은 설교의 중심으로 들어올 수 있게 된다.— 판넨베르크, 신학과 하나님의 나라, 136 쪽

기독교 선교도 똑같이 권위주의적 전통의 흔적이 제거되어야만 오늘날 정상적으로 작동될 수 있다. 기독교의 선교를 광범위하고 맹렬하게 거부하는 현상이 이 사회에 자리하고 있다. 그런 거부는 대부분 과거에 많은 선교사들이 행한 권위주의적 방법 탓이다. 그들은 모범과 논증으로 납득시키는 대신 개종을 강요했다. 대부분의 경우 오늘의 선교적 과제는 에큐메니컬적인 과제와 밀접하게 관련되어 있다. 특정한 지역에 있는 기독교 공동체들은 그 사회에서 인간 존엄의 진보적 모범이 되고, 또 그것에 동의하는 세력이 될 수 있도록 적극적으로 대처해야 한다.— 판넨베르크, 신학과 하나님의 나라, 138 쪽

## 참고 문헌
- Bradshaw, Timothy, 1988. Trinity and ontology: a comparative study of the theologies of Karl Barth and Wolfhart Pannenberg. Edinburgh: Rutherford House Books.
- Case, Jonathan P., 2004, "The Death of Jesus and the Truth of the Triune God in Wolfhart Pannenberg and Eberhard Jüngel," Journal for Christian Theological Research 9: 1–13.
- Fukai, Tomoaki, 1996. Paradox und Prolepsis: Geschichtstheologie bei Reinhold Niebuhr und Wolfhart Pannenberg. Marburg
- Grenz, S. J., 1990. Reason for Hope: The Systematic Theology of Wolfhart Pannenberg. New York: Oxford.
- --------, "Pannenberg on Marxism: Insights and Generalizations," The Christian Century (30 September 1987): 824–26.
- --------, "Wolfhart Pannenberg's Quest for Ultimate Truth," The Christian Century (14–21 September 1988): 795–98.
- Lischer, Richard, "An Old/New Theology of History," The Christian Century (13 March 1974): 288–90.
- Don H. Olive, 1973. Wolfhart Pannenberg-Makers of the Modern Mind. Word Incorporated, Waco, Texas.
- Page, James S., 2003, "Critical Realism and the Theological Science of Wolfhart Pannenberg: Exploring the Commonalities," Bridges: An Interdisciplinary Journal of Philosophy, Theology, History and Science 10(1/2): 71–84.
- Shults, F. LeRon, 1999. The Postfoundationalist Task of Theology: Wolfhart Pannenberg and the New Theological Rationality. Grand Rapids, MI: Eerdmans.
- Tipler, F. J., 1989, "The Omega Point as Eschaton: Answers to Pannenberg's Questions for Scientists," Zygon 24: 217–53. Followed by Pannenberg's comments, 255-71.
- --------, 1994. The Physics of Immortality: Modern Cosmology, God and the Resurrection of the Dead. New York: Doubleday.
- --------, 2007. The Physics of Christianity. New York: Doubleday.
- Tupper, E. F., 1973. The Theology of Wolfhart Pannenberg. Philadelphia: Westminster press.
- Woo, B. Hoon (우병훈), 2012. “Pannenberg’s Understanding of the Natural Law”. 《Studies in Christian Ethics》 25 (3): 346–366.

1. ↑  크리스천투데이 (2021년 1월 22일). “진화론 인정하는 창조 이해 제시했던 판넨베르크”. 2021년 1월 22일에 확인함.